# Пол Сміт (футболіст)
Пол Сміт (англ. Paul Smyth, нар. 10 вересня 1997, Белфаст) — північноірландський футболіст, нападник англійського клубу «Квінз Парк Рейнджерс» і національної збірної Північної Ірландії.

## Клубна кар'єра
Народився 10 вересня 1997 року в місті Белфаст. Вихованець футбольної школи клубу «Лінфілд». Дорослу футбольну кар'єру розпочав 2015 року в основній команді того ж клубу, в якій провів два сезони, взявши участь у 52 матчах чемпіонату. В сезоні 2016/17 став співавтором «золотого дубля», ставши чемпіоном Північної Ірландії і володарем Кубка Північної Ірландії. 
2017 року перейшов до англійського «Квінз Парк Рейнджерс», де став гравцем ротації команди. Протягом 2019–2021 років на правах оренди захищав кольори команд третього англійського дивізіону «Аккрінгтон Стенлі», «Вікомб Вондерерз», «Чарльтон Атлетик» та «Аккрінгтон Стенлі».
По завершенні контракту із «Квінз Парк Рейнджерс» влітку 2021 року на правах вільного агента уклав контракт із «Лейтон Орієнт», за який два роки грав на рівні четвертого за силою англійського дивізіону.
Влітку 2023 року повернувся до «Квінз Парк Рейнджерс», з яким уклав трирічний контракт.

## Виступи за збірні
2016 року дебютував у складі юнацької збірної Північної Ірландії (U-19), загалом на юнацькому рівні взяв участь у 3 іграх.
Протягом 2016–2018 років залучався до складу молодіжної збірної Північної Ірландії. На молодіжному рівні зіграв у 13 офіційних матчах, забивши 1 гол.
Навесні 2018 року дебютував в офіційних матчах у складі національної збірної Північної Ірландії, відзначивши свій дебют забитим голом у ворота команди Південної Кореї.
| Дата       | Місто          | Господарі         | Результат | Гості             | Турнір            | Голи | Примітки |
| ---------- | -------------- | ----------------- | --------- | ----------------- | ----------------- | ---- | -------- |
| 23-3-2018  | Белфаст        | Північна Ірландія | 2 – 1     | Південна Корея    | товариський матч  | 1    | 82' 86'  |
| 30-5-2018  | Панама         | Панама            | 0 – 0     | Північна Ірландія | товариський матч  | -    | 71'      |
| 3-6-2021   | Дніпро (місто) | Україна           | 1 – 0     | Північна Ірландія | товариський матч  | -    | 68'      |
| 7-9-2023   | Любляна        | Словенія          | 4 – 2     | Північна Ірландія | Відбір до ЧЄ 2024 | -    | 76'      |
| 10-9-2023  | Астана         | Казахстан         | 1 – 0     | Північна Ірландія | Відбір до ЧЄ 2024 | -    | 46'      |
| 14-10-2023 | Белфаст        | Північна Ірландія | 3 – 0     | Сан-Марино        | Відбір до ЧЄ 2024 | 1    | 63'      |
| 17-10-2023 | Белфаст        | Північна Ірландія | 0 – 1     | Словенія          | Відбір до ЧЄ 2024 | -    | 60' 63'  |
| 20-11-2023 | Белфаст        | Північна Ірландія | 2 – 0     | Данія             | Відбір до ЧЄ 2024 | -    | 78'      |
| Усього     |                | Матчів            | 8         |                   | Голів             | 2    |          |

## Титули і досягнення
- Чемпіон Північної Ірландії (1):

«Лінфілд»: 2016-2017
- Володар Кубка Північної Ірландії (1):

«Лінфілд»: 2016-2017
- Володар Суперкубка Північної Ірландії (1):

«Лінфілд»: 2017